# Pirâmide pentagonal giralongada
Em geometria, a pirâmide pentagonal giralongada é um dos Sólidos de Johnson (J11). Como o nome sugere, pode ser construído giralongando-se uma pirâmide pentagonal, que nesse envolve juntar um antiprisma pentagonal a sua base.